# Suzanne Joly
Pour les articles homonymes, voir Suzanne Joly (homonymie) et Joly.
Suzanne Joly est une pianiste et compositrice française, née Suzanne Obadia le 16 mars 1914 à Oran et morte le 26 novembre 2012 à Paris (18e arrondissement).

## Biographie
Suzanne Joly est née Suzanne Obadia le 16 mars 1914 à Oran,,.
Enfant prodige, elle compose sa première œuvre pour piano à l'âge de six ans, en Algérie. Ses parents, bien que non musiciens, lui font donner des leçons de musique. En 1924, à la mort de son père, sa mère décide de l'envoyer en France afin de compléter son éducation musicale. Accompagnée de certains de ses frères aînés, Suzanne Obadia s'installe alors à Paris, en 1927.
Élève au lycée Lamartine, elle interrompt ses études pour se consacrer à la musique et travaille le piano avec Lazare-Lévy et Antoinette Veluard. Admise au Conservatoire de Paris, elle fréquente les cours d'écriture de Noël Gallon (harmonie, contrepoint et fugue) et ceux de Paul Fauchet. Elle étudie également la composition avec Jean Roger-Ducasse puis Tony Aubin, et l'analyse musicale avec Olivier Messiaen.
En 1937, elle épouse le peintre Louis Joly. Son activité créatrice se développe à partir de 1942, date de la composition d'une Petite suite pour orchestre en trois mouvements, remaniée en 1973 pour un enregistrement de l'ORTF. L’œuvre est caractéristique de sa première manière, dans la lignée de Ravel et Debussy, avec une orchestration soignée, faisant la part belle aux instruments à vent. Dans cet esprit, sont aussi composées la Sérénade pour orchestre et la Fantaisie concertante pour piano et orchestre, une sorte de concerto en un seul mouvement écrit entre 1944 et 1948, pièce remaniée en 1964, créée sous la direction de Raymond Chevreux avec les orchestres de Lyon et Nice, puis enregistrée avec la compositrice au piano sous la direction de Maurice Suzan, à Lille.
À partir de 1946, Suzanne Joly fait carrière comme pianiste concertiste, se produisant à Paris, en province, en Suisse et à la Radiodiffusion française. Thème, Variations et Allegro fugato pour piano ouvre en 1952 une nouvelle manière de composer, utilisant la série de douze sons et une écriture musicale mobilisant des changements de registre, l'emploi de modes superposés et du chromatisme total. La partition est créée en 1956. L'écriture sérielle est aussi développée dans Triptyque pour quatuor à cordes, écrit pour le quatuor Parrenin, qui crée l’œuvre en 1967 à l'ORTF.
Entre 1960 et 1970, elle est titulaire d'une classe de piano au Conservatoire du quatorzième arrondissement de Paris. Elle enseigne également à la Schola Cantorum. D'autres compositions notables voient le jour à cette époque, dont Rupestre, Ode à la jeune fille et Séquences. Autant de pages qui donnent à Suzanne Joly « une place importante parmi les compositrices de la deuxième moitié du XXe siècle », malgré le fait que la plupart restent inédites.
Décédée à Paris le 26 novembre 2012, elle repose au cimetière parisien de Bagneux.
Une grande partie de ses archives est déposée au Centre International Albert Roussel.

## Œuvres
Parmi ses compositions, figurent notamment :
- Petite suite pour orchestre (1942)[5],[8]
- Fantaisie concertante pour piano et orchestre (1944-48)[9],[10]
- Thème, Variations et Allegro fugato pour piano (1952)[5]
- Sérénade, pour orchestre (1958)[11]
- Triptyque pour quatuor à cordes (1964)
- Ode à la jeune fille, pour voix de jeunes filles, récitante et petit ensemble instrumental (1968) ; écrite à la mémoire de sa fille Danièle, décédée le 29 septembre 1967, l’œuvre est créée le 14 février 1968 en l'église Saint-Séverin de Paris par la Maîtrise de Radio France et un ensemble instrumental placé sous la direction de Jean Barthe[6]
- Rupestre, mouvement pour orchestre (1968)[12] ; commande de l'ORTF, créée par l'Orchestre radio symphonique de Lille dirigé par Raymond Chevreux, l’œuvre est inspirée par les peintures rupestres du Tassili[6]
- Séquences pour quatuor de saxophones (1973), commande de l'ORTF, dédiée au quatuor Desloges[6]
- Introduction et passacaille pour clarinette et quatuor à cordes (1976-78)
- Évocation pour hautbois et piano (1989)
- Noël pour trois voix a cappella (1989)
- Passacaille pour orgue (1995)[7]
- Deux mélodies sur des poèmes de Verlaine : Chanson d'Automne et Marine[7]
- Au Luxembourg, suite pour piano[7]
- Chanson de la fille du vent sur un poème d'Andrée Brunin 1ère version pour voix et piano ou ensemble instrumental, 2e version pour voix a cappella